# Miyako (district in Okinawa)
Miyako  (japans: 宮古郡,Miyako-gun)  is een district van de Japanse prefectuur Okinawa. Miyako wordt in de Miyako-taal Myaku en in de Okinawa-taal Naku genoemd.
Op 1 april 2009 had het district een geschatte bevolking van 1263 inwoners en een gemiddelde bevolkingsdichtheid van 57,6  inwoners per km². De totale oppervlakte bedraagt 21,91 km². 

## Dorpen en gemeenten
- Tarama

## Geschiedenis
- Op 1 oktober 2005 werd de stad Hirara samengevoegd met de gemeenten Irabu, Gusukube, Shimoji en Ueno (alle van district Miyako) tot de nieuwe stad Miyakojima.

## Verkeer
- Luchthaven Tarama (Tarama Airport; 多良間空港, Tarama Kūkō)

Subprefecturen:
Miyako · Yaeyama

Steden:
Ginowan · Ishigaki · Itoman · Miyakojima · Nago · Naha (hoofdstad) · Nanjo · Okinawa · Tomigusuku · Urasoe · Uruma

Districten:
Kunigami · Miyako · Nakagami · Shimajiri · Yaeyama
Gemeenten per district